# 뱅크 딕
뱅크 딕(The Bank Dick)은 미국에서 제작된 에드워드 F. 클라인 감독의 1940년 코미디 영화이다. W.C. 필즈 등이 주연으로 출연하였다.
1992년 이 영화는 미국 국립영화등기부의 보존물로 등재되었다.

## 출연

### 주연
- W.C. 필즈
- 코라 위더스푼

### 조연
- 우나 머켈
- 제시 랠프
- 프랭클린 팽본
- 딕 퍼셀
- 그래디 슈튼
- 러셀 힉스
- 피에르 왓킨
- 엘 힐
- 빌 울프
- 잭 노턴
- 팻 웨스트
- 리드 하들리
- 헤더 와일드
- 할런 브릭스
- 에디 아커프
- 로든 애덤스
- 밴지 베일비
- 노라 세실
- 잭 클리포드
- 잔 더건
- 에디 던
- 메리 필드
- 도로시 해스
- 페이 홀더니스
- 캐리 로프틴
- 빌리 J. 밋첼
- 조셉 노스
- 팻 오맬리
- 데이빗 올리버
- 마가렛 세든
- 찰스 설리반
- 케이 서튼
- 프랭키 반
- 도로시 버넌
- 이멧 보겐
- 맥스 와그너

## 제작진
- 미술: 잭 오터슨
- 미술: 리처드 H. 리델
- 의상: 베라 웨스트